# سعادة السفير (رواية)
سعادة السفير رواية للروائي غازي القصيبي صدرت عن المؤسسة العربية للدراسات والنشر، وتقع في 175 صفحة من القطع العادي. حيث قام الكاتب في روايته «سعادة السفير» برسم سيناريو خيالي لأسباب غزو الكويت ولنهاية النظام العراقي.
سعادة السفير عنوان جذاب لا ينسى، وأي قارئ يحب أن يعرف من هو هذ السفير وماذا أراد الكاتب أن يقول، ولماذا؟ وهذا يدل على ذكاء الكاتب في انتقاء المفتاح الأول لدخول الرواية حيث أن الكاتب هو السفير. وقد بدأ الكاتب بنصيحة "للقارئ أن يصدق أن في هذه الرواية الخيالية شيئًا من الواقع، إلا أنني أنصحه ألا يصدق أي شيء يسمعه من الدبلوماسيين".

## نبذة عن الرواية
الرواية عبارة عن رواية سياسية، وتحديدًا من حيث تعمّد الكاتب نسج الشخصيات بذكاء الروائي وخبرة السفير، حيث قدم نموذجًا، يتيح للروائي قول المحظور وكشف الأسرار، ومزج الكاتب بين الألم والسخرية، وبين البكاء والضحك، وبين الحلم والحقيقة، وبين الخيال والواقع.

## غلاف الرواية
أما الصورة التي على الغلاف فهي عنصر لا يقل أهمية عن العنوان الموجز البراق. إنها صورة لفنان بولندي هو رافال أولبنسكي تمثل لندن. الغلاف يحوي حَمَامًا يمثل العشق والنجوم تمثل انجلاء الضباب. فهل الوصف الدقيق لحياة الدبلوماسيين المرهقة نابعاً من تجربة الكاتب الحقيقية. يبدو أن الكاتب داخلياً رافض لواقع الحياة الدبلوماسية المرفهة. ما يجعل القارئ يلحظ ونستنبط السخرية الظاهرة والمبطنة.

## المسميات في الرواية
لجأ الكاتب لتغيير أسماء الاماكن والأشخاص، لكن بطريقة تمكن أي قارئ، حتى من ليس له ثقافة سياسية، أن يعرف الأسماء الحقيقية. فمثلا فسعد أباد هي بغداد والاسم هزلي عكس ما أراد الكاتب أن يكشف عنه من تعاسة هذه المدينة. أما الكوت فهي الكويت. وهمام بن سنين هو صدام حسين. إذ هي مسميات محورة تؤشر على الواقع. ففي المدينة التي تجري فيها الخلافات وملابساتها بين السفير ورئيس الدولة، (سعد اباد)  ذات  معنى معاكس يدل على المصير التعس الذي تعاني منه هذه المدينة منذ  القدم.
أما الكوت وهي تمثل دولة صغيرة برزت عالميا بسبب الخلاف . لكن الغريب ان الدول ذات العلاقة في الخلاف لم يغير اسمها مثل فرنسا ، المانيا.

## نقد
حيرت هذه الرواية وأحداثها وشخصياتها واماكنها العديد من النقاد والكتاب. فمنهم من دمج في نقده شخصية المؤلف الدبلوماسية، ومنهم من تعامل معها بوصفها نصًّا أدبيًّا من منظور النقد الروائي والنصي. إنها رواية سياسية تطلعنا على عالم السفراء، ولكن على طريقة الكاتب ومبتغاه.

## أسلوب الكاتب
الرواية فيها جانب حقيقي، لكن الجانب الخيالي من صنع الشخصية واضح كل الوضوح. فالوصف بسيط جذاب يشد القارئ بجميع مستوياته الثقافية. 
فنياً تمثل أسلوب الروائي، في إسرافه في الحوار على حساب السرد، وتقديم الشخصيات بمستوى واحد معروف وهو  الشخصية النمطية والتي يبررها  بقصر مدة الأحداث. كما أن أسلوب الرواية بسيط وشيق، وتملك الإثارة وتقدم المتعة. وتظهر البطل بوصفه رجلًا رومانسيًّا، بارع الحجة، غزير الثقافة، يوصل أفكاره بوضوح وسهولة مع مسحة سخرية لافتة. حيث إن يوسف الفلكي قريب الشبه إلى عدد من أبطال القصيبي الذين يشبهون شخصية الكاتب إلى حد ما.

## الرواية فنيًّا
تعد الرواية من الناحية الفنية مسرفة في الحوار على حساب السرد، وتقديم الشخصيات بشخصية نمطية، مثل:
- يعقوب (شقة الحرية)
- أبو شلاخ البرمائي

إلا أن جميع الشخصيات قريبة الشبه أيضًا بالكاتب، حيث تتقمص الشخصيات شخصية الكاتب في الواقع، وتتميز الرواية بعنصر التشويق، وهي إحدى سمات الكاتب في رواياته، كما تميّزت الرواية بنهايتها، حيث تطرق الكاتب لبعض خلفيات عمله الدبلوماسي، عن طريق العمل الأدبي، وكذلك السرد المتوالي حول شخصية الدكتاتور.

## خاتمة الرواية
اختتم الكاتب بعد سرد الرواية، التي تحاكي الواقع بقوله: "هل يصدقني أحدٌ الآن، إذا قلت إن الدكتاتور المعتوه قرر تدمير دولة انتقامًا من سفيرها.